# 新潟県道256号分水栄線
新潟県道256号分水栄線（にいがたけんどう256ごう ぶんすいさかえせん）は新潟県燕市起点に、同県長岡市を経由し同県三条市に至る一般県道である。

## 概要

### 路線データ
- 起点：新潟県燕市熊森字堤外（新潟県道18号燕地蔵堂線交点）
- 終点：新潟県三条市大字帯織字甲号（新潟県道107号帯織停車場大面線交点）

## 路線状況

### 主要構造物
- 萬盛橋（信濃川、燕市）

## 地理

### 通過する自治体
- 新潟県
  - 燕市 - 長岡市 - 三条市

### 接続する道路
- 新潟県道18号燕地蔵堂線（起点：燕市熊森字堤外）
- 国道403号・新潟県道165号見附分水線（長岡市中之島西野 - 鬼木交差点で重複）
- 国道8号（千把野交差点）
- 新潟県道337号坂井猪子場新田線（帯織交差点）
- 新潟県道107号帯織停車場大面線（終点：三条市帯織字甲号、「帯織駅」南西）

## 周辺
- JR信越本線 帯織駅
- 燕市立島上小学校
- 三条市立大面小学校
- JAにいがた南蒲 帯織支店
- 島上郵便局
- 鬼木郵便局
- 帯織郵便局
- 信濃川
- 刈谷田川

## その他
- 路線名の「分水」・「栄」は、起点・終点付近の旧自治体名（新潟県西蒲原郡分水町、同県南蒲原郡栄町）に由来する。